# Cerf Lurie
Cerf Lurie (* 31. März 1897 in Sète; † 14. Februar 1987 ebenda) war ein französischer Politiker der UNR. Von 1958 bis 1962 war er Abgeordneter der Nationalversammlung.

## Leben und Werdegang

### Frühes Leben
Lurie begann als 17-Jähriger mit seiner Militärausbildung und nahm am Ersten Weltkrieg teil, in dessen Verlauf er schwer verwundet wurde. Er wurde für seinen Kriegseinsatz unter anderem in die Ehrenlegion aufgenommen und mit dem Croix de guerre ausgezeichnet, musste jedoch mit dauerhaften Schädigungen leben. Anschließend wurde er Inspekteur bei verschiedenen privaten Eisenbahngesellschaften, bevor er 1938 einen Posten bei der staatlichen Gesellschaft SNCF erhielt. Aufgrund der körperlichen Schäden, die er sich im vorausgegangenen Krieg zugezogen hatte, wurde er im September 1939 nicht mobilisiert und ihm blieb eine Teilnahme am Zweiten Weltkrieg erspart. Wenig später hatte er wegen seines jüdischen Glaubens trotzdem unter den Folgen des Krieges zu leiden, da er 1940 unter dem von Deutschland geduldeten Vichy-Regime, das antijüdisch ausgerichtet war, seinen Arbeitsplatz verlor. Als sich die Lage weiter verschärfte, entkam er durch den Gang in den Untergrund seiner Deportation, die wahrscheinlich zu seiner Ermordung geführt hätte. Nachdem Frankreich 1944 befreit worden war, wechselte er das Berufsfeld und arbeitete fortan als Weinhändler.

### Politische Laufbahn
Sein Einstieg in die Politik erfolgte 1947, als er bereits 50 Jahre alt war. Zu diesem Zeitpunkt trat er in die neugegründete rechte Partei RPF ein und bemühte sich von da an um die Verbreitung des Gaullismus in seiner Heimatregion rund um die Stadt Sète, die damals stark links geprägt war. Bei den Parlamentswahlen 1958 trat Lurie für die gaullistische Partei UNR im dritten Wahlkreis des Départements Hérault gegen den langjährigen Abgeordneten Jules Moch von den Sozialisten an. Dabei galt er zunächst als Außenseiter, auch weil er zuvor nie ein politisches Mandat auf lokaler Ebene besessen hatte, und blieb im ersten Wahlgang mit 18,3 % sowohl hinter Moch als auch dem Kommunisten Raoul Calas deutlich zurück. In der zweiten Runde konnte er sich hingegen mit 36,9 % durchsetzen und profitierte dabei davon, dass sich die Linke nicht auf einen gemeinsamen Kandidaten geeinigt hatte. In der Nationalversammlung engagierte er sich vor allem für die Förderung des französischen Weins. Ab 1961 gehörte er als Entsandter des Parlaments der Parlamentarischen Versammlung des Europarates an. Am 1. Dezember 1961 forderte er als Opfer des Vichy-Regimes die Reintegrierung von Funktionären dieser Regierung, die in Teilen vom öffentlichen Leben ausgeschlossen waren. 1962 stellte er sich zur Wiederwahl und hatte mit dem Sozialisten Moch und dem Kommunisten Calas dieselben Konkurrenten wie bereits vier Jahre zuvor. Auch wenn er in der ersten Runde sein Ergebnis auf 30,1 % steigern konnte, scheiterte er in der zweiten Runde mit 39,8 % deutlich an Moch, der vom Rückzug von Calas profitierte und klar die absolute Mehrheit erreichte. Der zu diesem Zeitpunkt 65 Jahre alte Lurie blieb anschließend politisch aktiv und kandidierte 1967 erneut, obwohl die Gaullisten sich für André Collière als Kandidaten entschieden hatten und er daher für eine kleine Partei antreten musste. So kam er nur auf 4,4 % der Stimmen, während Collière im zweiten Wahlgang am Kommunisten Pierre Arraut scheiterte. 1973 nahm er als Stellvertreter eines Kandidaten zum letzten Mal an einer Parlamentswahl teil, wobei das Duo aus Gérard Bastide und ihm mit lediglich einem Prozent die Abstimmung klar verlor. Eine Straße in Sète trägt heute den Namen des Politikers, der 1987 im Alter von 89 Jahren verstarb.